# RAIKO
RAIKO (яп. 雷鼓 , буквально громовой барабан) — японский спутник, построенный и эксплуатировавшийся университетами Тохоку и Вакаяма. Кубсат RAIKO был доставлен на Международную космическую станцию (МКС) 21 июля 2012 года и развёрнут с неё 4 октября 2012 года.
RAIKO был запущен на борту космического корабля Kounotori 3 (HTV-3) на ракете-носителе H-IIB, с площадки LC-Y2 стартового комплекса Ёсинобу в космическом центре Танэгасима. Запуск произошёл в 02:06:18 UTC 21 июля 2012 года. Вместе с ним были запущены четыре других кубсата: WE WISH, FITSAT-1, F-1, TechEdSat. Наноспутники были доставлены на Международную космическую станцию 27 июля 2012 года в рамках технологического эксперимента по проверке возможности запуска небольших спутников без выхода в открытый космос. RAIKO был развёрнут из японского экспериментального модуля (JEM) «Кибо» с помощью системы J-SSOD 4 октября 2012 года. После вывода на орбиту, RAIKO не смог развернуть панель солнечной батареи и столкнулся с нехваткой электроэнергии, но включив резервный экономичный режим, спутник продолжил работу. Сделав 63 снимка за 10 месяцев работы, 6 августа 2013 года RAIKO вошел в атмосферу на высоте 150 км.
Названный в честь японского бога грома, RAIKO представляет собой наноспутник размером 10х10х20 см (2U) и весом 2 кг (4,4 lb), использовавшийся для демонстрации технологий. Он оснащен камерой с объективом «рыбий глаз» для съемки Земли, прототипом звёздного датчика, развертываемой мембраной для торможения спутника и снижения его орбиты, фотографической системой для измерения движения спутника относительно МКС и антенной Ku-диапазона для связи и экспериментов по доплеровской системе траекторных измерений.